# Governo Rutte II
Il Governo Rutte II (in lingua nederlandese: Kabinet-Rutte II) è stato il sessantanovesimo Governo dei Paesi Bassi, in carica per 4 anni, 11 mesi e 21 giorni, dal 5 novembre 2012 al 26 ottobre 2017 (sebbene dimissionario dal 15 marzo 2017), guidato dal Ministro-presidente Mark Rutte.
Si trattò di un esecutivo di coalizione tra il Partito Popolare per la Libertà e la Democrazia e il Partito del Lavoro.

## Situazione parlamentare
| Camera       | Collocazione | Partiti                                                                              | Seggi    |
| ------------ | ------------ | ------------------------------------------------------------------------------------ | -------- |
| Tweede Kamer | Maggioranza  | VVD (41), PvdA (38)                                                                  | 79 / 150 |
| Tweede Kamer | Opposizione  | PVV (15), SP (15), CDA (13), D66 (12), CU (5), GL (4), SGP (3), PvdD (2), 50PLUS (2) | 71 / 150 |

## Composizione
Partito Popolare per la Libertà e la Democrazia (VVD)
     Partito del Lavoro (PvdA)
| Carica o ministero                               | Titolare | Titolare                            | Titolare                                            | Partito |
| ------------------------------------------------ | -------- | ----------------------------------- | --------------------------------------------------- | ------- |
| Ministro-Presidente Affari generali              |          |                                     | Mark Rutte                                          | VVD     |
| Vice Ministro-Presidente Lavoro e affari sociali |          |                                     | Lodewijk Asscher                                    | PvdA    |
| Difesa                                           |          |                                     | Jeanine Hennis-Plasschaert (fino al 4 ottobre 2017) | VVD     |
| Difesa                                           |          | Klaas Dijkhoff (dal 4 ottobre 2017) | VVD                                                 |         |
| Giustizia                                        |          |                                     | Ivo Opstelten                                       | VVD     |
| Interno                                          |          |                                     | Ronald Plasterk                                     | PvdA    |
| Affari esteri                                    |          |                                     | Frans Timmermans (fino al 17 ottobre 2014)          | PvdA    |
| Affari esteri                                    |          | Bert Koenders (dal 17 ottobre 2014) | PvdA                                                |         |
| Istruzione, Cultura e Scienza                    |          |                                     | Jet Bussemaker                                      | PvdA    |
| Finanze                                          |          |                                     | Jeroen Dijsselbloem                                 | PvdA    |
| Infrastrutture e Ambiente                        |          |                                     | Melanie Schultz van Haegen                          | VVD     |
| Affari economici                                 |          |                                     | Henk Kamp                                           | VVD     |
| Sanità, Welfare e Sport                          |          |                                     | Edith Schippers                                     | VVD     |
| Commercio estero e Cooperazione per lo sviluppo  |          |                                     | Lilianne Ploumen                                    | PvdA    |
| Trasporti e Pubblica amministrazione             |          |                                     | Stef Blok                                           | VVD     |